# 8888 항쟁
8888 항쟁, 피플 파워 항쟁 및 1988년 항쟁은 1988년 8월에 절정에 달한 미얀마에서 일어난 일련의 전국적인 항의, 행진 및 폭동을 일컫는다. 주요 사건들이 1988년 8월 8일에 발생했기 때문에 일반적으로 "8888 항쟁"으로 알려져 있다. 이 시위는 양곤 대학교와 양곤 공과대학교의 대학생들을 중심으로 한 학생 운동으로 시작되었다.
1962년 버마 쿠데타 이후, 버마 사회주의 계획당은 네 윈 장군이 이끄는 전체주의 일당제 국가로 버마를 통치하고 있었다. 버마식 사회주의라는 정부 정책 하에, 폐쇄경제와 미얀마 군부의 군국주의적 강화가 이루어졌고, 이로 인해 버마는 세계에서 가장 가난한 나라 중 하나가 되었다. 경제의 공식 부문 내 많은 기업들이 국유화되었고, 정부는 소련식 경제 계획을 불교 사회주의 및 버마 문화와 미신과 결합했다.
8888 항쟁은 1988년 8월 8일 양곤에서 학생들에 의해 시작되었다. 학생 시위는 전국으로 확산되었다. 수십만 명의 출가자, 어린이, 대학생, 주부, 의사 및 일반 시민들이 정부에 반대하는 시위를 벌였다. 이 항쟁은 국가법질서회복위원회의 유혈 군사 쿠데타 이후 9월 18일에 종료되었다. 이 항쟁 중 군부에 의해 수천 명이 사망한 것으로 추정되며, 버마 당국은 사망자 수를 약 350명으로 집계했다.
위기 동안 아웅산 수 찌는 국가의 상징으로 부상했다. 군사 정권이 1990년에 선거를 치렀을 때, 그녀의 정당인 민족민주연맹은 정부 의석(492석 중 392석)의 81%를 차지하며 승리했다. 그러나 군사 정권은 결과를 인정하지 않고 국가법질서회복위원회로 계속 국가를 통치했다. 아웅산 수 찌는 가택 연금되기도 했다. 국가법질서회복위원회는 버마 사회주의 계획당의 명목상 변화에 불과했다. 아웅산 수 찌의 가택 연금은 2010년에 해제되었는데, 이는 전기 영화 더 레이디 제작 중 그녀에 대한 전 세계적 관심이 다시 높아졌기 때문이었다. 따머도 (미얀마 군부)는 2021년 미얀마 쿠데타로 다시 국가를 장악했고, 이는 당시 국가고문 아웅산 수 찌의 투옥으로 시작되었다. 이 쿠데타는 군부 주도 정부에 반대하는 수많은 시위와 시현으로 이어졌다. 활동가들은 현재의 쿠데타 저항 운동을 8888 항쟁에 비유했다.

## 배경

### 경제 문제
위기 전, 버마는 1962년부터 네 윈 장군의 억압적이고 고립된 정권에 의해 통치되고 있었다. 국가는 35억 달러의 국가 부채와 2천만~3천5백만 달러의 통화 준비금을 가지고 있었으며, 대외 부채 상환율은 국가 예산의 절반에 달했다.

#### 1985년 및 1987년 화폐 개혁 위기
위기가 발생하기 몇 년 전, 네 윈 장군은 유통 중이던 일부 지폐의 통용을 무효화하는 두 차례의 갑작스러운 화폐 개혁을 단행했다. 이러한 조치는 많은 버마 시민들의 저축을 즉각적으로 손실시키고 경제 불안을 야기했다. 1985년 11월 3일, 버마 정부는 대중에게 사전 경고 없이 20, 50, 100 짯 지폐의 통용을 무효화했다. 이전에는 1, 5, 10, 20, 50, 100짯 지폐가 유통되고 있었다. 화폐 개혁의 명분은 암시장 활동을 퇴치하기 위함이었다. 대중에게는 20, 50, 100짯 지폐를 교환할 수 있는 짧은 기간만 주어졌고, 회수된 지폐 가치의 25%만 상환되었다. 1985년 11월 10일, 화폐 개혁 발표 일주일 후, 새로운 25, 35, 75짯 지폐가 발표되었으며, 75짯 지폐는 네 윈의 75세 생일을 기념하기 위해 선택되었다. 1985년 11월, 학생들은 정부의 버마 현지 통화 지폐 회수 결정에 항의하고 보이콧했다. 경제 문제와 대게릴라전은 국제 시장에 지속적으로 관여해야 할 필요성을 야기했다.
1987년 9월 5일, 네 윈은 25, 35, 75짯 지폐의 통용을 무효화한다고 발표했고, 1, 5, 10짯 지폐만 유효하게 남겨두었다. 이 발표 역시 사전 경고 없이 이루어졌으며, 이번에는 유효한 통화로의 교환이 허용되지 않았다. 유통 중이던 법정 통화의 약 60~80%가 경고 없이 무효화되었고, 수백만 명의 버마 시민들이 이 조치로 인해 저축을 잃었다. 1987년 9월 22일, 버마 정부는 새로운 45짯과 90짯 지폐를 도입했다. 45와 90은 9로 나누어 떨어지기 때문에 네 윈이 행운의 숫자로 여겼기 때문에 선택되었다.
특히 학생들은 등록금 저축이 순식간에 사라졌기 때문에 1987년의 화폐 개혁에 분노했다. 양곤 공과대학교 학생들은 양곤 전역에서 폭동을 일으켜 인세인 로드의 창문과 신호등을 부쉈고, 양곤의 대학들은 일시적으로 문을 닫았다. 정부는 나중에 학생들이 도시에서 폭동을 일으키는 대신 고향으로 돌아갈 수 있도록 최대 100짯까지 상환을 허용했다. 1987년 10월 말 학교가 다시 문을 열면서, 양곤과 만달레의 저항운동 지하 단체들은 11월에 폭탄이 터지는 계기가 된 반체제 유인물을 제작했다. 경찰은 나중에 지하 단체들로부터 협박 편지를 받았고, 이들은 대학 캠퍼스 주변에서 작은 시위를 조직했다. 한편, 만달레의 대규모 시위에는 출가자와 노동자들이 참여했으며, 일부는 정부 건물과 국영 기업을 불태웠다. 버마 국영 언론은 시위에 대해 거의 보도하지 않았지만, 정보는 학생들 사이에서 빠르게 퍼졌다.

### 초기 민주화 시위
1987년 12월 유엔 경제 사회 이사회로부터 최빈개도국 지위를 획득한 후, 농민들에게 시장 가격 이하로 농산물을 팔아 정부 수입을 늘리도록 요구하는 정부 정책은 여러 폭력적인 농촌 시위를 촉발했다. 이러한 시위는 1987년 7월부터 전 부사령관 아웅 지 준장이 네 윈에게 보낸 공개 서한으로 인해 더욱 확산되었는데, 그는 1967년 버마 반중 폭동을 상기시키며 경제 개혁 부족을 비난하고 버마를 다른 동남아시아 국가들과 비교하여 "거의 농담거리"라고 묘사했다. 그는 나중에 체포되었다.
1988년 3월 12일, 양곤 공과대학교 (RIT) 학생들은 산다 윈 찻집에서 음악 재생에 대해 학교 밖 청년들과 논쟁하고 있었다. 한 취한 청년이 RIT 학생들이 선호하는 테이프를 돌려주지 않았다. 이어진 싸움에서 버마 사회주의 계획당 (BSPP) 관리의 아들인 한 청년이 학생에게 부상을 입힌 혐의로 체포되었다가 나중에 풀려났다. 학생들은 지역 경찰서에서 항의했고, 500명의 진압 경찰이 동원되었으며, 이어진 충돌에서 학생 폰 마우가 총에 맞아 사망했다. 이 사건은 민주화 운동 단체들을 격분시켰고, 다음 날 더 많은 학생들이 RIT에서 집회를 열고 다른 캠퍼스로 확산되었다. 이전에 한 번도 시위해 본 적이 없는 학생들은 자신들을 점점 더 활동가로 보았다. 군사 통치에 대한 불만이 커지고 있었고, 불만을 해소할 수 있는 통로가 없었으며, 경찰 폭력, 경제 실정, 정부 내 부패로 인해 상황은 더욱 악화되었다.
3월 중순까지 여러 차례 시위가 발생했고, 군대 내부에서도 공개적인 반대가 있었다. 다양한 시위는 최루제로 군중을 해산하는 방식으로 해산되었다. 3월 16일, 일당제 종식을 요구하는 학생들이 인야호의 군인들을 향해 행진하자, 진압 경찰이 뒤에서 급습하여 여러 학생들을 몽둥이로 때려죽이고 다른 학생들을 강간했다. 몇몇 학생들은 경찰이 "도망치게 두지 마", "죽여라!"라고 외치는 것을 기억했다.

### 네 윈의 사임
최근 시위 이후, 당국은 대학을 몇 달 동안 폐쇄한다고 발표했다. 1988년 6월까지 학생들과 지지자들의 대규모 시위는 매일 목격되었다. 이 달 동안 양곤에서 버마 전역으로 시위가 확산되면서 많은 학생, 지지자, 진압 경찰이 사망했다. 페구, 만달레, 다웨이, 따웅우, 시트웨, 빠쿡구, 메르귀, 민부, 밋지나에서 대규모 시위가 보고되었다. 더 많은 시위대는 다당제를 요구했고, 이는 1988년 7월 23일 네 윈의 사임으로 이어졌다. 그날 행한 고별사에서 네 윈은 "군대가 총을 쏘면 위로 쏘는 전통은 없다. 직접 쏘아 죽인다"고 단언했다. 그는 또한 다당제를 약속했지만, "양곤의 도살자"로 알려진 대체로 싫어하는 세인 르윈을 새 정부 수반으로 임명했다.

## 주요 시위

### 8월 1일 ~ 7일

싸우는 공작을 묘사한 붉은 깃발은 버마 거리 시위의 상징이 되었다.

시위는 1988년 8월에 절정에 달했다. 학생들은 수비학적 중요성을 고려하여 1988년 8월 8일이라는 길일자를 정해 전국적인 시위를 계획했다. 시위 소식은 농촌 지역에까지 퍼졌고, 전국 시위 4일 전부터 전국 각지의 학생들이 세인 르윈 정권을 비난했으며 따머도 병력이 동원되고 있었다. 양곤 거리에는 모든 버마 학생 연합의 싸우는 공작 휘장이 그려진 팸플릿과 포스터가 등장했다. 지하 활동가들의 조언에 따라 이웃 및 파업 위원회가 공개적으로 결성되었는데, 이들 중 다수는 1980년대 노동자와 출가자들의 유사한 지하 운동의 영향을 받았다. 8월 2일에서 10일 사이에 대부분의 버마 마을에서 조직적인 시위가 발생했다.
양곤 시위 초기 며칠 동안, 활동가들은 변호사와 출가자를 만달레에서 접촉하여 시위에 참여하도록 독려했다. 학생들은 정부 공무원, 불교 출가자, 공군 및 해군 요원, 세관 공무원, 교사 및 병원 직원 등 각계각층의 버마 시민들과 빠르게 합류했다. 양곤 거리의 시위는 다른 주도 시위의 중심지가 되었고, 이는 다른 주도들로 확산되었다. 1만 명 이상의 시위대가 양곤의 술레 파고다 밖에서 시위했고, 시위대는 네 윈과 세인 르윈의 초상화를 화폐 개혁된 지폐로 장식된 관에 넣어 태우고 묻었다. 추가 시위는 전국 스타디움과 병원에서 열렸다. 술레 파고다의 출가자들은 부처의 형상이 바뀌었고, 하늘에는 거꾸로 서 있는 형상이 보였다고 보고했다. 8월 3일, 당국은 오후 8시부터 오전 4시까지 계엄을 선포하고 5인 이상 집회를 금지했다.

### 8월 8일 ~ 12일
계획대로 총파업은 1988년 8월 8일에 시작되었다. 소수 민족, 불교도, 기독교인, 무슬림, 학생, 노동자, 젊은이 및 노인 등 모두가 시위에 참여하면서 버마 전역에서 대규모 시위가 열렸다. 첫 행렬은 양곤을 돌며 사람들이 연설할 수 있도록 멈췄다. 무대도 설치되었다. 양곤 주민들은 시내 양곤에 모여들었다. 이때까지는 겁에 질린 교통경찰이 군중을 향해 총을 쏘고 도망쳐서 단 한 명의 사상자만 보고되었다. (이러한 행진은 9월 19일까지 매일 계속되었다.) 시위대는 군인들의 신발에 입을 맞추며 민간인 시위에 동참하도록 설득하려 했고, 일부는 군 장교들을 둘러싸고 군중과 이전 폭력으로부터 보호했다. 다음 4일 동안 이러한 시위는 계속되었다. 정부는 시위의 규모에 놀랐고, 시위대의 요구를 "가능한 한" 경청하겠다고 약속했다. 르윈은 시위대에 대처하기 위해 반군 지역에서 더 많은 군인을 끌어들였다.
만달레 관구에서는 변호사들이 주도하는 더 조직적인 파업 위원회가 구성되었고, 논의는 다당제 민주주의와 인권에 초점을 맞췄다. 시위 참가자 중 상당수는 인근 마을과 촌락에서 왔다. 정부의 경제 정책에 특히 분노한 농민들은 양곤 시위에 합류했다. 한 마을에서는 5,000명 중 2,000명이 파업에 참여했다.
잠시 후, 당국은 시위대를 향해 총을 쏘았다. 네 윈은 "총은 위로 쏘지 말라"고 명령했고, 이는 군대에 시위대를 직접 쏘라고 명령하는 것이었다. 시위대는 화염병, 칼, 나이프, 돌, 독침, 자전거 바퀴살로 맞섰다. 한 사건에서는 시위대가 경찰서를 불태우고 도망가는 경찰관 4명을 찢어발겼다. 8월 10일, 군인들은 양곤 종합병원에 총격을 가해 부상자를 치료하던 간호사와 의사들을 살해했다. 국영 라디오 양곤은 1,451명의 "약탈자와 소란 야기자"가 체포되었다고 보도했다.
8888 시위와 관련된 사상자 수는 수백 명에서 1만 명에 이르지만, 군 당국은 사망자 수를 약 95명, 부상자 수를 240명으로 집계했다.

### 8월 13일 ~ 31일
르윈의 갑작스럽고 설명되지 않은 8월 12일 사임은 많은 시위자들을 혼란스럽게 하고 환호하게 만들었다. 보안군은 시위자들에게, 특히 시위자와 위원회에 의해 완전히 통제되는 지역에서 더 큰 주의를 기울였다. 8월 19일, 민간 정부 구성을 요구하는 압력 속에 네 윈의 전기 작가인 마웅 마웅이 정부 수반으로 임명되었다. 마웅은 법학자이자 버마 사회주의 계획당(BSPP)에서 복무한 유일한 비군인이었다. 마웅의 임명은 일시적으로 총격과 시위의 진정에 기여했다.
전국적인 시위는 1988년 8월 22일에 재개되었다. 만달레에서는 불교 출가자를 포함하여 10만 명이 시위했고, 시트웨에서는 5만 명이 시위했다. 따웅지와 모울메인에서 멀리 떨어진 소수 민족 주(특히 이전에 군사 작전이 있었던 곳)까지 대규모 행진이 이루어졌고, 민주주의의 상징색인 빨강이 현수막에 표시되었다. 이틀 후, 의사, 출가자, 음악가, 배우, 변호사, 퇴역 군인 및 정부 공무원들이 시위에 합류했다. 위원회가 시위를 통제하기 어려워졌다. 이 기간 동안 시위자들은 "의심스러워 보이는" 사람들과 경찰, 군 장교들을 점점 더 경계하게 되었다. 한 번은 지역 위원회가 폭탄을 운반하고 있다고 생각했던 한 부부를 실수로 참수했다. 이러한 사건들은 만달레에서는 흔하지 않았는데, 그곳의 시위는 출가자와 변호사에 의해 조직되었기 때문에 더 평화로웠다.
8월 26일, 어머니의 병상에서 시위를 지켜보던 아웅산 수 찌는 슈웨다곤 파고다에서 50만 명의 사람들에게 연설하며 정치 무대에 진출했다. 이 시점에서 그녀는 미얀마의 투쟁, 특히 서방 세계의 눈에 상징적인 존재가 되었다. 독립 운동을 이끌었던 아웅 산의 딸인 아웅산 수 찌는 민주화 운동을 이끌 준비가 되어 있는 것처럼 보였다. 아웅산 수 찌는 군대에 대항하지 말고 비폭력적인 방법으로 평화를 찾으라고 군중에게 촉구했다. 이 시점에서 미얀마의 많은 사람들에게 이 항쟁은 1986년 필리핀의 피플 파워 혁명과 유사하게 여겨졌다.
이 무렵, 전 총리 우 누와 은퇴한 준장 아웅 지 또한 "민주주의의 여름"이라고 묘사된 시기에 정치 무대에 다시 등장했는데, 이는 많은 전 민주주의 지도자들이 돌아왔음을 의미한다. 민주화 운동이 얻은 진전에도 불구하고, 네 윈은 여전히 배경에 남아 있었다.

### 9월
1988년 9월 총회에서 당 대표단의 90%(1080명 중 968명)가 다당제 정부 체제에 찬성 투표했다. 버마 사회주의 계획당 (BSPP)은 선거를 조직할 것이라고 발표했지만, 야당은 정부의 즉각적인 사임을 요구하며 과도 정부가 선거를 조직할 것을 요구했다. BSPP가 두 요구를 모두 거부하자 시위대는 1988년 9월 12일 다시 거리로 나섰다. 누는 한 달 안에 선거를 약속하며 임시 정부를 선포했다. 한편, 경찰과 군대는 시위대와 친목을 다지기 시작했다. 이 운동은 세 가지 희망에 의존하는 교착 상태에 도달했다: 정권이 요구에 응하도록 강요하는 매일 시위, 군인들의 탈영 장려, 그리고 유엔이나 미국 군대가 도착하기를 바라며 국제 사회에 호소하는 것이었다. 일부 따머도는 탈영했지만, 주로 해군에서 소수에 불과했다. 최근 필리핀과 대한민국의 민주화 시위를 경험했던 스티븐 솔라즈는 9월에 미얀마에 도착하여 정권에게 개혁을 촉구했는데, 이는 미국 정부의 미얀마 정책을 반영하는 것이었다.
9월 중순까지 시위는 더욱 폭력적이고 무법천지가 되었으며, 군인들은 의도적으로 시위대를 군대가 쉽게 승리할 수 있는 소규모 교전에 유도했다. 시위대는 더욱 즉각적인 변화를 요구했고, 점진적인 개혁 조치를 불신했다.

## SLORC 쿠데타와 진압
군대가 총을 쏘면, 허공에 쏘는 전통은 없습니다. 그대로 쏘아 죽입니다.— 네 윈

1988년 9월 18일, 군부는 국가 권력을 다시 장악했다. 소 마웅 장군은 1974년 헌법을 폐지하고 국가평화발전평의회 (SLORC)를 설립하며 "네 윈이 부과했던 것보다 더 가혹한 조치"를 시행했다. 마웅이 계엄령을 선포한 후, 시위는 폭력적으로 해산되었다. 정부는 국영 라디오를 통해 군대가 "전국적으로 악화되는 상황을 적시에 중단시키기 위해" 국민의 이익을 위해 권력을 장악했다고 발표했다. 따머도 병력은 미얀마 전역의 도시를 휩쓸며 시위대에 무차별적으로 발포했다.
시신이 자주 화장되었기 때문에 정확한 사망자 수는 파악되지 않았지만, 권력을 장악한 첫 주 동안 1,000명의 학생, 출가자, 어린이가 살해되었고, 미국 대사관 밖에서 시위하던 중 500명이 추가로 사망한 것으로 추정된다. 이는 인근 카메라맨이 촬영하여 전 세계 언론에 배포한 영상에 포착되었다. 마웅은 사망자들을 "약탈자"라고 묘사했다. 시위자들은 또한 정글로 쫓겨났고 일부 학생들은 태국 국경에서 훈련을 받았다.
"저는 전 세계 모든 나라가 버마 국민들이 아무 이유 없이 총살당하고 있다는 사실을 인정해 주기를 바랍니다."
9월 말까지 사망자는 약 3,000명, 부상자 수는 미상으로 추정되며, 양곤에서만 1,000명이 사망했다. 이때 아웅산 수 찌는 도움을 호소했다. 9월 21일, 정부는 국가 통제권을 회복했으며, 이 운동은 10월에 사실상 붕괴되었다. 1988년 말까지 시위대와 군인을 포함하여 10,000명이 사망한 것으로 추정되었다.

## 영향
미얀마의 많은 사람들은 유엔과 이웃 국가들이 쿠데타의 정당성을 인정하지 않았다면 정권이 무너졌을 것이라고 믿었다. 서방 정부와 일본은 미얀마에 대한 원조를 중단했다. 미얀마의 이웃 국가들 중에서는 인도가 가장 비판적이었다. 인도는 탄압을 비난하고 국경을 폐쇄하며 미얀마 국경을 따라 난민 캠프를 설치했다. 1989년까지 6,000명의 NLD 지지자들이 구금되었고, 꼬뚤레와 같은 소수 민족 접경 지역으로 도피한 사람들은 더 큰 자결권을 추구하는 단체를 결성했다. 10,000명이 카렌 민족 해방군(KNLA)과 같은 소수 민족 반군이 통제하는 산으로 도피했고, 그들 중 다수는 나중에 군인으로 훈련받은 것으로 추정된다.
항쟁 이후, SLORC는 시위를 조직한 사람들에게 대해 "서툰 선전" 캠페인을 벌였다. 정보국장 킨 눈 장군은 외국 외교관과 언론에게 SLORC의 시위 대응에 대한 호의적인 설명을 제공하기 위해 영어 기자회견을 열었다. 이 기간 동안 미얀마의 언론에 더 많은 제약이 가해져 시위 절정기에 누릴 수 있었던 상대적인 뉴스 보도 자유를 박탈당했다. 회견에서 그는 우익이 "전복적인 외국인"의 도움으로 정권을 전복하려 음모를 꾸미고 있고, 좌익이 국가를 전복하려 음모를 꾸미고 있다고 상세히 설명했다. 회견에도 불구하고 정부의 사건 설명 버전을 믿는 사람은 거의 없었다. 이러한 회견이 진행되는 동안 SLORC는 반란군과 비밀리에 협상하고 있었다.
1988년부터 2000년까지 미얀마 정부는 미얀마의 역사 전반에 걸쳐 군부의 핵심적인 역할을 상세히 설명하는 20개의 박물관을 설립했고, 군대의 규모는 18만 명에서 40만 명으로 증가했다. 미얀마 정부는 또한 미래의 항쟁을 막기 위해 학교와 대학을 폐쇄했다. 처음에 아웅산 수 찌, 우 틴 우, 아웅 지는 미얀마가 군사 통치하에 있는 동안 자유롭게 치러질 수 없다고 주장하며, 다음 해에 선거를 치르겠다는 SLORC의 제안을 공개적으로 거부했다.

## 의의
오늘날 이 항쟁은 버마 재외국민과 시민들에게 기억되고 기념되고 있다. 태국에서는 학생들도 매년 8월 8일에 이 항쟁을 기념한다. 항쟁 20주년에는 버마에서 행사를 기념하던 48명의 활동가들이 체포되었다.
봉기의 많은 학생 지도자들은 평생 인권 운동가이자 버마 민주화 운동의 지도자가 되었다. 19년 후, 이들 중 많은 활동가들은 사프란 혁명에서도 중요한 역할을 했다. 1988년 8월 8일 사건의 이름을 딴 88세대 학생 단체는 결국 사프란 혁명으로 이어진 첫 시위 중 하나를 조직했다. 그러나 대규모 시위가 발발하기 전에 이들의 구성원들은 체포되어 최대 65년의 긴 징역형을 선고받았다. 체포된 활동가들 중에는 민 코 나잉, 먀 아예, 흐테이 쪼웨이, 미에 미에, 코 코 지, 표네 초, 민 제야, 안 브웨 쪼, 닐라 테인과 같은 저명한 인물들이 포함되었다. 88세대 학생 단체 회원은 아니지만, 단독 시위자인 온 탄도 시위에 참여했다. 이들은 모두 2012년 일반 사면으로 석방되었다. 이들은 미얀마에서 정치인이자 인권 운동가로 계속 활동하고 있다. 또한 2015년 미얀마 총선거에서 민족민주연맹 (NLD)을 위해 선거 운동을 벌였다. 88세대 주요 지도자 중 한 명인 표네 초는 2015년 선거에서 하원에 선출되었다.

## 참고

### 내용주
1. ↑  버마어: ၈၈၈၈ အရေးအခင်း 또는 ရှစ်လေးလုံးအရေးအခင်း
2. ↑  버마어: ပြည်သူ့အာဏာအုံကြွမှု[6]
3. ↑  버마어: ၁၉၈၈ အရေးအခင်း[7]